# Barnadesia caryophylla
Barnadesia caryophylla là một loài thực vật có hoa trong họ Cúc. Loài này được (Vell.) S.F.Blake mô tả khoa học đầu tiên năm 1925.